# Eristalinus fuscicornis
Eristalinus fuscicornis är en tvåvingeart som först beskrevs av Karsch 1887.  Eristalinus fuscicornis ingår i släktet slamflugor, och familjen blomflugor. Inga underarter finns listade i Catalogue of Life.